# José Gayà
José Luis Gayà Peña (ur. 25 maja 1995) – hiszpański piłkarz, grający na pozycji lewego obrońcy w hiszpańskim klubie Valencia, której jest kapitanem oraz w reprezentacji Hiszpanii. Uczestnik Mistrzostw Europy 2020.

## Kariera klubowa
Gayà jest wychowankiem Valencii, której został zawodnikiem w 2006 roku. Debiut w seniorskiej piłce zaliczył w wieku 16 lat, w barwach trzecioligowych rezerw Valencii, przeciwko Andorra CF.
30 października 2012 roku zadebiutował w pierwszym składzie Valencii. Gaya zagrał 90 minut w meczu rozgrywek o Puchar Króla z UE Llagostera. 27 kwietnia 2014 roku zadebiutował w La Liga, w przegranym 1-0 spotkaniu z późniejszym mistrzem kraju, Atlético Madryt.

## Sukcesy

### Valencia
- Copa del Rey: 2018/19

### Reprezentacja Hiszpanii
- Mistrzostwa Europy U-21: 2017[3]